# Ренсфорд Осей
Ренсфорд Осей (англ. Ransford Osei, нар. 5 грудня 1990, Аккра) — ганський футболіст, що грав на позиції нападника.
Виступав, зокрема, за клуб «Маккабі» (Хайфа), а також національну збірну Гани.
Чемпіон Нідерландів.

## Клубна кар'єра
Народився 5 грудня 1990 року в місті Аккра.
У дорослому футболі дебютував 2005 року виступами за команду «Кессбен», в якій провів три сезони, взявши участь у 30 матчах чемпіонату. 
Своєю грою за цю команду привернув увагу представників тренерського штабу клубу «Маккабі» (Хайфа), до складу якого приєднався 2008 року. Відіграв за хайфську команду наступні два сезони своєї ігрової кар'єри.
Згодом з 2009 по 2016 рік грав у складі команд «Твенте», «Гранада Б», «Блумфонтейн Селтік», «Асанте Котоко», «Полокване Сіті», «РоПС» та «Санта Клаус». Протягом цих років виборов титул чемпіона Нідерландів.
Завершив ігрову кар'єру у команді «Паланга», за яку виступав протягом 2018 року.

## Виступи за збірні
У 2007 році дебютував у складі юнацької збірної Гани (U-17).
У 2009 році залучався до складу молодіжної збірної Гани. На молодіжному рівні зіграв в одному офіційному матчі.
У 2010 році дебютував в офіційних матчах у складі національної збірної Гани.
У складі збірної був учасником Кубка африканських націй 2010 року в Анголі, де разом з командою здобув «срібло».
Загалом протягом кар'єри в національній команді, яка тривала 1 рік, провів у її формі 2 матчі.

## Титули і досягнення
- Чемпіон Нідерландів (1):

«Твенте»: 2010